# Ämnesjärn

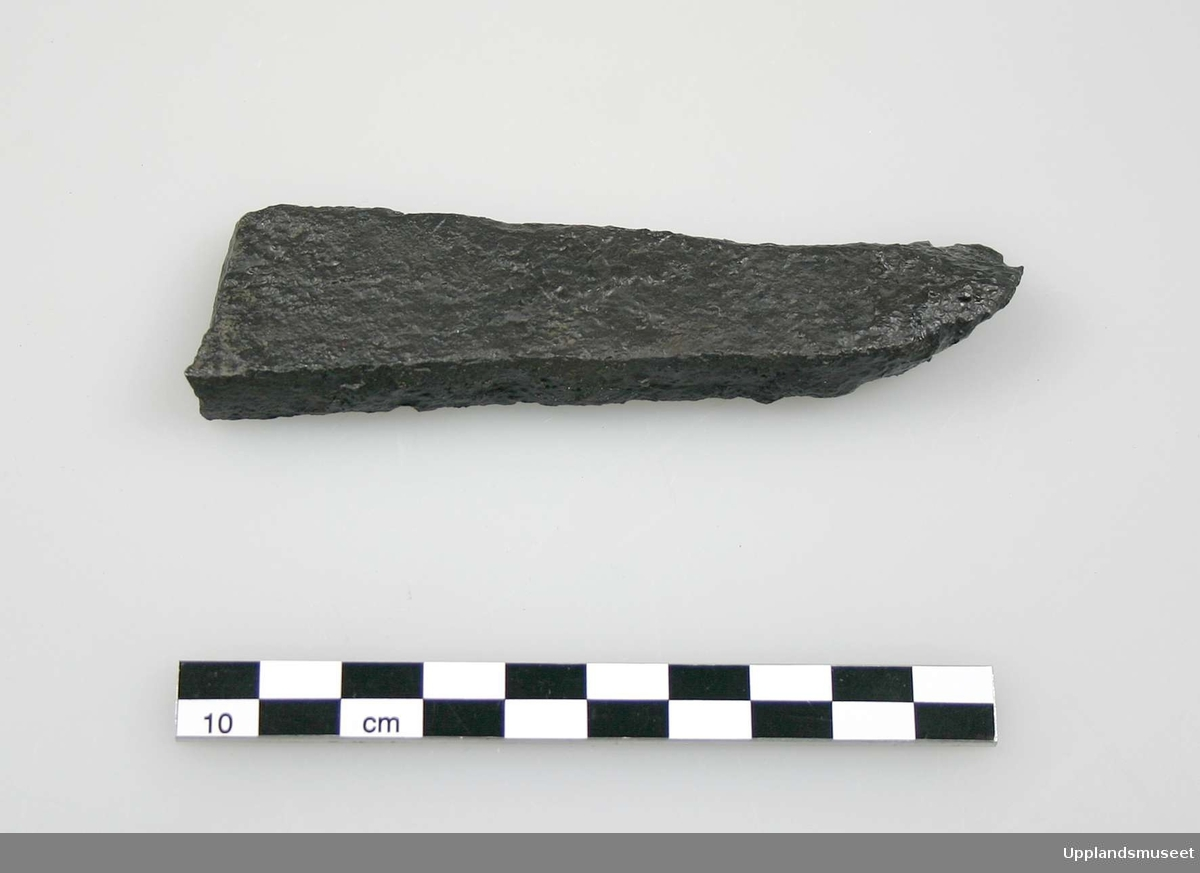
Ämnesjärn, arkeologiskt fynd i Uppsala, 2004.

Ämnesjärn är råämnen av järn tillverkade under tiden 500-1000 e.Kr. 
De flesta ämnesjärnen är spadformiga, men det finns även fynd av tenformade och lieformade ämnesjärn som verkar ha haft ett mindre spridningsområde. Cirka 1700 ämnesjärn har hittats totalt i Skandinavien. Fyndplatserna sträcker sig från Trøndelag i Norge till Jämtland och Medelpad och efter kusten ner till Uppland. De flesta fynden har gjorts i Jämtland, Medelpad och Hälsingland, men det finns även fynd från Gotland. 
Det sydligaste fyndet har gjorts på Bornholm. I Månsta i Jämtland har 126 ämnesjärn hittats på samma plats.